# Premio Dilys
Il premio Dilys (Dilys Award) è stato un premio letterario statunitense per la letteratura poliziesca assegnato annualmente dal 1992 fino al 2014 dall'Independent Mystery Booksellers Association (IMBA), un'associazione di librai provenienti dal Nord America, Canada e Regno Unito, che pubblica mensilmente per i suoi lettori una lista di romanzi gialli.
Il premio è intitolato a Dilys Winn, fondatrice della Murder Inc., la prima libreria specializzata del mistero negli Stati Uniti, che è stata aperta fino al dicembre 2006. Il premio veniva assegnato a una sola categoria per il libro più consigliato dello scorso anno. Si tratta di una scultura fatta da Greg Anthony di un teschio.

## Vincitori e candidati
I vincitori sono indicati in grassetto. A seguire i finalisti.

### Anni 1992-1999
- 1992: Key Largo (Native Tongue) di Carl Hiaasen
  - Il lungo ritorno (A Suitable Vengeance) di Elizabeth George
  - Book Case di Stephen Greenleaf
  - Hour of the Hunter di J. A. Jance
  - We Wish You A Merry Murder di Valerie Wolzien
- 1993: La morte sa leggere (Booked to Die) di John Dunning
  - La memoria del topo (The Black Echo) di Michael Connelly
  - Bootlegger's Daughter di Margaret Maron
  - La morte ha freddo (The Ice House) di Minette Walters
- 1994: Il senso di Smilla per la neve (Frøken Smillas fornemmelse for sne) di Peter Høeg
  - Death Comes As Epiphany di Sharan Newman
  - Wolf in the Shadows di Marcia Muller
  - Con ogni mezzo (By Evil Means) di Sandra West Prowell
  - L'enigma di Catilina (Catilina's Riddle) di Stephen Saylor
  - La scultrice (The Sculptress) di Minette Walters
  - Way Down On The High Lonely di Don Winslow
- 1995: Tutto per denaro (One for the Money) di Janet Evanovich
  - Do Unto Others di Jeff Abbott
  - Aunt Dimity and the Duke di Nancy Atherton
  - A Superior Death di Nevada Barr
  - La bionda di cemento (The Concrete Blonde) di Michael Connelly
  - L'oracolo di Mallory (Mallory's Oracle) di Carol O'Connell
  - Walking Rain di Susan Wade
- 1996: L'ombra del coyote (The Last Coyote) di Michael Connelly
  - Il mercante di corpi (Voodoo River) di Robert Crais
  - Who in Hell is Wanda Fuca? di G. M. Ford
  - If I'd Killed Him When I Met Him di Sharyn McCrumb
  - The Codicil di Tom Topor
- 1997: Il poeta (The Poet) di Michael Connelly
  - Fade Away di Harlan Coben
  - Hearts and Bones di Margaret Lawrence
  - Buio, prendimi per mano (Darkness, Take My Hand) di Dennis Lehane
  - Tularosa di Michael McGarrity
  - Moody Gets the Blues di Steve Oliver
  - Dance for the Dead di Thomas Perry
  - Il mondo dopo la notte (A Test of Wills) di Charles Todd
- 1998: Tre e sei morto (Three to Get Deadly) di Janet Evanovich
  - Zona pericolosa (Killing Floor) di Lee Child
  - Back Spin di Harlan Coben
  - Fuga dalla follia (Sacred) di Dennis Lehane
  - Corpi freddi (Déjà Dead) di Kathy Reichs
  - Non voltarti mai indietro (The Devil in Music) di Kate Ross
- 1999: La casa buia (Gone, Baby, Gone) di Dennis Lehane
  - Blind Descent di Nevada Barr
  - The Ghosts of Morning di Richard Barre
  - Sunset Limited di James Lee Burke
  - Iron Lake di William Kent Krueger
  - Wings of Fire di Charles Todd

### Anni 2000-2009
- 2000: L.A. Killer (L.A. Requiem) di Robert Crais
  - Un fiume di tenebre (River of Darkness) di Rennie Airth
  - Murder with Peacocks di Donna Andrews
  - Boundary Waters di William Kent Krueger
  - California Fire and Life di Don Winslow
- 2001: L'esecuzione (A Place of Execution) di Val McDermid
  - The Sibyl in Her Grave di Sarah Caudwell
  - The Hearse You Came in On di Tim Cockey
  - Lo specialista (Demolition Angel) di Robert Crais
  - Cacciatrice di taglie (Hot Six) di Janet Evanovich
- 2002: La morte non dimentica (Mystic River) di Dennis Lehane
  - The Cold Blue Blood di David Handler
  - Finché non cala il buio (Dead Until Dark) di Charlaine Harris
  - Purgatory Ridge di William Kent Krueger
  - The Reaper di Peter Lovesey
- 2003: In the Bleak Midwinter di Julia Spencer-Fleming
  - You've Got Murder di Donna Andrews
  - A prova di killer (Without Fail) di Lee Child
  - Il caso Jane Eyre (The Eyre Affair) di Jasper Fforde
  - Angeli neri (Hell to Pay) di George P. Pelecanos
- 2004: Persi in un buon libro (Lost in a Good Book) di Jasper Fforde
  - Crouching Buzzard, Leaping Loon di Donna Andrews
  - La sesta lamentazione (The Sixth Lamentation) di William Brodrick
  - Vuoi giocare? (Monkeewrench) di P. J. Tracy
  - Maisie Dobbs di Jacqueline Winspear
- 2005: La mano sinistra di Dio (Darkly Dreaming Dexter) di Jeff Lindsay
  - Il nemico (The Enemy) di Lee Child
  - C'è del marcio (Something Rotten) di Jasper Fforde
  - L'informatore (The Intelligencer) di Leslie Silbert
  - Birds of a Feather di Jacqueline Winspear
  - L'ombra del vento (La sombra del viento) di Carlos Ruiz Zafón
- 2006: Thirty-Three Teeth di Colin Cotterill
  - In a Teapot di Terence Faherty
  - The Cold Dish di Craig Johnson
  - Half Broken Things di Morag Joss
  - The Tenor Wore Tap Shoes di Mark Schweitzer
  - Il potere del cane (The Power of the Dog) di Don Winslow
- 2007: Still Life di Louise Penny
  - Billy Boyle di James R. Benn
  - Sherlock Holmes, Montana (Holmes on the Range) di Steve Hockensmith
  - Mournful Teddy di John J. Lamb
  - La tredicesima storia (The Thirteenth Tale) di Diane Setterfield
  - The Virgin of the Small Plains di Nancy Pickard
- 2008: La baia delle nebbie (Thunder Bay) di William Kent Krueger
  - Her Royal Spyness di Rhys Bowen
  - La famiglia Spellman (The Spellman Files) di Lisa Lutz
  - Silent In The Grave di Deanna Raybourn
  - Trascina gli uomini il ferro (The Blade Itself) di Marcus Sakey
- 2009: Trigger City di Sean Chercover
  - The Victoria Vanishes di Christopher Fowler
  - Silent in the Sanctuary di Deanna Raybourn
  - Bambino 44 (Child 44) di Tom Rob Smith
  - La pattuglia dell'alba (Dawn Patrol) di Don Winslow

### Anni 2010-2014
- 2010: Flavia De Luce e il delitto nel campo dei cetrioli (The Sweetness at the Bottom of the Pie) di Alan Bradley
  - La voce degli angeli (A Quiet Belief in Angels) di R.J. Ellory
  - The Dark Horse di Craig Johnson
  - La ragazza che giocava con il fuoco (Flickan som lekte med elden) di Stieg Larsson
  - The Ghosts of Belfast di Stuart Neville
  - The Brutal Telling di Louise Penny
  - The Shanghai Moon di S. J. Rozan
- 2011: Bury Your Dead di Louise Penny
  - Love Songs from a Shallow Grave di Colin Cotterill
  - The Dark Horse di Steve Hamilton
  - Moonlight Mile di Dennis Lehane
  - Once a Spy di Keith Thomson
  - Savages di Don Winslow
- 2012: Ghost Hero di S. J. Rozan
  - When Elves Attack di Tim Dorsey
  - Wicked Autumn di G. M. Malliet
  - Tag Man di Archer Mayor
  - A Trick of the Light di Louise Penny
- 2013: Before the Poison di Peter Robinson
  - Grandad, There’s a Head on the Beach di Colin Cotterill
  - Broken Harbor di Tana French
  - Mr. Churchill’s Secretary di Susan Elia MacNeal
  - The Expats di Chris Pavone
- 2014: La natura della grazia (Ordinary Grace) di William Kent Krueger
  - Seven for a Secret di Lyndsay Faye
  - The Black Country di Alex Grecian
  - Spider Woman’s Daughter di Anne Hillerman
  - Pagan Spring di G.M. Malliet
  - The Land of Dreams di Vidar Sundstøl